# 岡本大八事件
岡本大八事件（おかもとだいはちじけん）は、慶長14年（1609年）から慶長17年（1612年）にかけて発生した江戸時代初期の疑獄事件。

## 事件の経緯
- 文中の（ ）の年はユリウス暦、月日は西暦部分を除き全て和暦、宣明暦の長暦による。

### マカオの朱印船騒擾事件
慶長14年（1609年）2月、肥前日野江藩（のちの島原藩）主有馬晴信の朱印船が占城（チャンパ）に向かう途上でポルトガル領マカオに寄港した折、配下の水夫がポルトガル船マードレ・デ・デウス号の船員と取引をめぐって騒擾事件を起こし、これをマカオ総司令アンドレ・ペソアが鎮圧して晴信側の水夫に60名ほどの死者が出た。
翌慶長15年（1610年）5月、ペソアが長崎で長崎奉行長谷川藤広に事件の調書を提出し、駿府に出向いて徳川家康に陳弁する旨を申し出た。ところが藤広は、ポルトガルとの交易縮小を危惧し、ペソアの意向に反して、事件の真相を伏せたまま自らの代理人を駿府に派遣してしまった。ペソアはこれに不満をもち、また以前より幕府の糸割符制度による不利益をポルトガル商人に陳情されていたこともあって、自ら駿府に赴こうとする騒ぎを起こした。結局これはイエズス会から止められたが、藤広の怒りを買う結果となった。
藤広は報復を考えていた晴信をたきつけ、家康にペソアと商船の捕縛を請願させた。また晴信はこれと抱き合わせに、伽羅木入手のための朱印船を出帆する許可を請願した。伽羅入手はそもそも家康が藤広に所望していたものであり、家康の意向に沿ったものだった。報復を許可することでポルトガルとの交易が途絶する危惧はあったが、同時期にスペインやオランダとの交易が活発化しはじめポルトガルの地位が相対化していたこと、また伽羅入手を急いだこともあり、結局家康は晴信へ報復の許可を出した。実行の監視役として、もと藤広の家臣で当時本多正純家臣となっていた岡本大八を送り、ペソアには駿府への召喚を命じた。

### ノサ・セニョーラ・ダ・グラサ号事件
日本船のマカオ寄港を禁止するむねの朱印状を渡されたものの、ペソアは長崎に泊めおかれていた。家康からの召喚を受け、命の危険を感じたペソアはこれを無視して出港しようとしたが、そこへ晴信が朱印船の船団を引き連れて長崎に入った。藤広と大八が見守るなか、晴信は同年12月12日、ペソアの乗るデウス号を長崎港外にて4日4晩かけて攻撃した。炎上した船の中でペソアは爆薬庫に火を放ち自決してしまった（ノサ・セニョーラ・ダ・グラサ号事件）。事件の前後、ポルトガル船の日本来航は途絶え、明産生糸の供給が絶えてしまう。さらに同年、藤広や長崎代官村山等安らの誣告により、神父ジョアン・ロドリゲスがマカオに追放された。ロドリゲスはポルトガル語通訳であり、家康からの信任が厚かった人物で、これもポルトガル交易には打撃となった。なお、この中傷はイエズス会総長や教皇、周辺大名の圧力によるもので、ロドリゲス神父の貿易による利益拡大が疎まれたためとされる。

### 大八の虚偽の発覚
翌慶長16年（1611年）、日本との外交接点を失ったポルトガルは貿易再開を図るため、薩摩藩の援助を得て、国副王代として艦隊司令官マヨールを駿府の家康と江戸の秀忠に謁見させた。このとき先のマカオでの事件の弁明とともに、藤広の罷免、船の賠償を求めたが、幕府側は全てペソアの責任として取り合わず、貿易の再開だけを認めた。
こうした経緯は大八、藤広を通じて家康に報告されていた。
晴信には、龍造寺氏との代々の争いで生じた失地を回復するという肥前有馬氏の悲願があった。ポルトガルへの報復を果たし、伽羅も献上できたことで、晴信は褒賞による領地の回復に期待を寄せていた。一方、先んじて伽羅献上を達成したことから、藤広との間には不和が生じることとなった。藤広は幕府側の先買権を強化するため、有馬氏（晴信）と関係が深かったイエズス会ではなく、対立するドミニコ会に接近したが、こうした動きはますます晴信の不満を募らせた。藤広がデウス号の時間をかけた攻撃を「てぬるい」と評したことに腹を立て「次は藤広を沈めてやる」と口走るほどであった。大八はこうした晴信の思惑と懐疑につけこんだ。
大八は晴信と同じくキリシタンであった。家康への報告から戻った大八を、晴信は饗応した。このとき大八は、「藤津・杵島・彼杵三郡を家康が今回の恩賞として晴信に与えようと考えているらしい。自分が本多正純に仲介して取り計らう」と虚偽を語り、仲介のための資金を無心した。晴信は家康側近の正純の働きかけがあれば、これらの旧領の回復は揺るぎないと考え、大八の所望に応じた。大八は家康の偽の朱印状まで周到に用意し、結果6000両にもおよぶ金銭を運動資金と称して騙し取った。
やがていつまでも褒賞の連絡がないことを怪訝に思い、晴信は自ら正純のもとに赴いて恩賞について問い質し、大八の虚偽が発覚することとなった。

### 断罪
正純は駿府で大八を詰問したが、否認しつづけるばかりで埒があかなかった。また贈賄をしていた晴信にも非があるものの、晴信の嫡男・有馬直純に家康の養女・国姫が嫁いでおり一存では断罪できず、結局裁決は家康に委ねることとなった。家康は駿府町奉行になっていた彦坂光正に調査を命じ、翌慶長17年（1612年）2月、大八を捕縛する。駿河問いによる厳しい拷問により、大八は朱印状の偽造を認めたものの、晴信の「沈めてやる」との失言を引き合いに、「晴信は長崎奉行の藤広の暗殺を謀っている」と主張した。正純は大八を江戸に送り、また晴信も呼び出して3月18日、大久保長安邸で両者を尋問、晴信も藤広への害意を認めてしまった。
慶長17年（1612年）3月21日、大八は朱印状偽造の罪により駿府市街を引き回しのうえ、安倍河原で火刑に処せられた。
翌22日、晴信も旧領回復の弄策と長崎奉行殺害企図の罪で甲斐国郡内に流罪を命じられ、晴信の所領である島原藩（日野江）4万石は収公された。ただし、家康に近侍していた嫡男・直純は、父と疎遠であることも理由に有馬氏の家督相続を認められ、父が失った島原藩（日野江）4万石に改めて封じられた。晴信にはのちに切腹が命じられ、しかしキリシタンであることから自害を拒んで同年5月7日、配所にて家臣に斬首させた。46歳没。一方、藤広には咎めは一切なかった。

## 事件の影響

### キリスト禁教令
大八を処した同日の慶長17年3月21日、幕府は公的に幕府直轄地に対してキリスト教の禁教令を発布して大名に棄教を迫った。キリシタン大名は改易など厳しい処分を受けたが、原胤信など旗本の一部はこれに応じず潜伏を図った。家康の側室抜擢に難色を示したジュリアおたあもこのとき伊豆大島へ流されている。慶長18年（1613年）2月19日、幕府は禁教令を全国に拡大し、家康はさらに「伴天連追放之文」を起草させ徳川秀忠の名で発布させた。
藤広は直純の後見人となったが、かねてから領内のキリスト宗派が異教に対して狂気的な活動を行っていることを目にしており、領内のキリスト教弾圧を積極的に推進しはじめる。またこれを効率的に進めるべく有馬の所領を長崎へ併合させることを家康に進言した。直純は家督を相続してのちに禁教令に従って棄教し、領内のキリスト教の排除もすすめるなど幕府の政策に従順であったが、藤広の言を受け入れて慶長19年（1614年）7月、直純は日向国延岡藩に転封され、有馬家の旧領（島原半島）は天領とされた。9月には高山右近をはじめ、修道会士や宣教師など主たるキリスト教徒をマカオやマニラに国外追放に処した。

### 禁教令の強化
大八は獄中で厳しい拷問に耐えかね、家康の身辺にも多数のキリシタンが潜伏していることを自白していた。このころのキリシタン大名には、宣教師と結んで領地内の寺社の破壊や僧への冒涜行為に及ぶ者がおり、家康が亡くなると、幕府は貿易の実利よりも弊害を問題視した。また、大八事件が起きたそもそもの要因はキリスト教への寛容さに問題があったためと考え、さらに平山常陳事件により幕府の不信感は増大し、公然とキリスト教の弾圧に乗り出すようになる（元和8年-1622年「元和の大殉教」など）。江戸市中に潜伏し活動していた原胤信も元和9年（1623年）には捕縛されて火刑に処された。
なお、有馬直純が慶長19年（1614年）に肥前国日野江から日向国延岡に転封された後、有馬家の旧領（島原半島）は、しばらくの天領期間を経て、松倉重政に与えられた（島原藩）。
島原藩における、松倉重政・松倉勝家の二代に渡る虐政により島原の乱（1637年）が生起し、江戸時代を通じてのキリシタン禁教が完成した。乱後の1640年に通商再開を願って来日したポルトガル人は61名全員が死罪となっている（下級船員13人のみがマカオへ帰ることができ、顛末を報告した）。

### 対外貿易の転機
藤広は布教に熱心なカトリック系を排斥する一方で、貿易に熱心なプロテスタント系のオランダ人やイギリス人には朱印状を出して通商を許可していた。ロドリゲスに代わって家康に近侍したイギリス人のウィリアム・アダムス（のちの三浦按針）の活躍もあり、肥前の平戸に慶長14年（1609年）にオランダ商館、慶長18年（1613年）にはイギリス商館が立ち貿易が活発化したが、その3年後には明朝以外の外国船の入港を長崎と平戸に限定したため、按針は江戸詰めができなくなり、平戸に没した。これが幕府の鎖国体制の端緒となる。なおイギリスはオランダとの対峙衝突が相次ぎ、アンボイナ事件前後から東南アジアから撤退してインドのムガル帝国経営へ向かい、1623年のアンボイナ事件をきっかけに商館も閉鎖、オランダは台湾を含めてアジア地域との香辛料貿易を独占支配した。